# Autainville
Autainville – miejscowość i gmina we Francji, w Regionie Centralnym, w departamencie Loir-et-Cher.
Według danych na rok 1990 gminę zamieszkiwało 290 osób, a gęstość zaludnienia wynosiła 12 osób/km² (wśród 1842 gmin Regionu Centralnego Autainville plasuje się na 851. miejscu pod względem liczby ludności, natomiast pod względem powierzchni na miejscu 519.).